# Paixão (2.ª temporada)
A segunda e última temporada de Paixão foi produzida pela SP Televisão e emitida pela SIC, de 5 de março de 2018 a 24 de setembro de 2018. A telenovela foi escrita por Filipa Poppe e Joana Andrade.
Foi protagonizada por Margarida Vila-Nova, Albano Jerónimo, Joana Solnado e Marco Delgado. As gravações decorreram no Algarve e na África do Sul.

## Sinopse
Sete meses depois, Catarina conta ao pai que vai ter uma nota brilhante a Educação Visual e o pai fica feliz.
À saída do tribunal, Zé é libertado pois não foram encontradas provas suficientes para o incriminar. O Dr. Antunes, Júlia e Tomás saem atrás dele, furiosos.
No quarto do hospital, Luísa vê a notícia da libertação de Zé na televisão. Tem tudo preparado para voltar para casa. Catarina e Miguel entram nesse momento e Catarina abraça a mãe. Miguel tenta consolá-la mas Luísa não se conforma com a impunidade de Zé. A médica que a seguiu vem despedir-se e elogia a sua recuperação.
Luísa, Miguel e Catarina caminham pela praia e a criança percebe que a mãe está triste. Ao longe alguém os fotografa mas não percebemos quem é.
Em África do Sul, Helena está no cemitério a por umas flores na campa da avó quando recebe uma chamada de Nazaré.
Na fábrica de laranjas, Laura canta os parabéns a Camila e a Filipe por seis meses de namoro. Os dois riem-se da parvoíce de Laura e até acham piada.
Na herdade, Bé e Teresa conversam e nenhuma delas está muito próxima dos pais, desde que Afonso e Ana Rita se foram embora. Teresa também não perdoa o pai por ter encoberto Zé em tribunal.
João tenta fazer Isabel reagir mas esta sente que os filhos todos a abandonaram. Isabel comenta que Zé foi absolvido e recrimina o marido por não ter dito a verdade. João pega-lhe na mão e tenta levá-la a jantar fora mas Isabel não tem disposição. Teresa surpreende a mãe com a presença de Bé que abraça a mãe.
Na casa de acolhimento, Joana vê um vídeo na net, desanimada. Guilhas agora é um youtuber famoso e ela sente muitas saudades dele, mesmo quando ele lhe dedica vídeos.
Tiago traz Vera de volta depois de um fim de semana com ele e com Bé. Bárbara ja tinha saudades dela. Mostra-lhe uma fotografia que recebeu de Vicente que foi ao Aquário Vasco da Gama, em Lisboa, com o avô. Ao ver Joana triste, Vera tenta consolá-la.
Luísa regressa a casa e encontra a família toda feliz, à sua espera. Apesar de todos os cuidados, Luísa está ausente, com a cabeça noutro sítio. Luísa não perdoa o facto de João não ter dito a verdade em tribunal.
Tomás treina no ginásio e sente muita raiva de Zé por este ter sido absolvido. Luísa vai cumprimentar o irmão que fica feliz por tê-la de volta à casa.
Na cidade do cabo, Nazaré conta a Helena que ela não era filha de Carlos e Amélia. Não sabe pormenores, só que ela é filha de uma família com dinheiro. Helena fica sem saber o que pensar.
Na casa de acolhimento, Teresa dá as boas vindas a António, um jovem problemático. Este fica impressionado por ela lutar boxe.
Tomás vai ao encontro de Zé no resort e Zé propõe-lhe que continuem a trabalhar juntos. Tomás quase que lhe bate mas Zé imobiliza-o. Ainda se pegam à pancada e Alice assiste a tudo ao longe. Depois de Tomás ir embora, Alice aproxima-se e oferece ajuda e Zé repara que esta tem vestida a farda do resort de Miguel.
Durante a festa de noivado de Bé e Tiago, Zé consegue que o vídeo da morte de Sofia seja mostrado aos convidados e à família de Sofia excepto Afonso. Isabel agride João e pergunta onde está o corpo da filha. Teresa expulsa o pai da festa e ela, Bé e Isabel choram a morte de Sofia.
João diz a Duarte que a morte de Sofia foi um acidente e que não disse nada por Isabel mas Duarte diz a João que ele fez tudo isso por ele mesmo porque ele é um cobarde. Duarte diz ao cunhado que ele devia desaparecer e João sai arrasado.

## Elenco
| Ator/Atriz              | Personagem                     |
| ----------------------- | ------------------------------ |
| Margarida Vila-Nova     | Luísa Marreiros                |
| Albano Jerónimo         | Miguel Guerreiro               |
| Joana Solnado           | Helena Sequeira                |
| Marco Delgado           | José «Zé» Mascarenhas          |
| João Reis               | Duarte Marreiros               |
| Cláudia Vieira          | Teresa Galvão                  |
| José Mata               | Afonso Galvão                  |
| Maria João Abreu        | Isabel Galvão                  |
| António Capelo          | João Galvão                    |
| Custódia Gallego        | Ofélia Vaz                     |
| Adriano Luz             | Francisco Vaz                  |
| Manuel Cavaco           | Augusto Ribeiro                |
| Rosa do Canto           | Bárbara Oliveira               |
| Maria João Pinho        | Alice Oliveira Dias            |
| Patrícia Tavares        | Marina                         |
| Débora Monteiro         | Conceição «São» Oliveira Gomes |
| João Baptista           | Vasco Vaz                      |
| Oceana Basílio          | Diana Bastos                   |
| Rui Melo                | Jacinto «Jay C» Gomes          |
| Joana Ribeiro           | Ana Rita Sobral                |
| Pedro Sousa             | Tomás Marreiros                |
| Bárbara Lourenço        | Isabel «Bé» Galvão             |
| Inês Herédia            | Júlia Marreiros                |
| Rita Blanco             | Maria Paula Martins Guerreiro  |
| António Pedro Cerdeira  | Henrique Ribeiro               |
| Bárbara Norton de Matos | Mónica Marques                 |
| Tiago Teotónio Pereira  | Luís «Lou» Vaz                 |
| Inês Aires Pires        | Camila Silva                   |
| Miguel Nunes            | Filipe Guerreiro               |
| Lia Carvalho            | Laura Ramos                    |
| Frederico Barata        | Tiago Lopes                    |
| Inês Aguiar             | Vera Veloso                    |
| Lourenço Mimoso         | Manel Bastos                   |
| Matilde Serrão          | Catarina Marreiros             |
| Madalena Aragão         | Inês                           |
| Diogo Valente           | Fábio Manuel da Costa Alves    |
| Joana Lucas             | Joana Nunes                    |
| João Maneira            | Xavier                         |
| Laura Dutra             | Carolina                       |
| Diogo Fragata           | Vicente Pinto                  |
| Francisco Fernandez     | Sandro                         |

## Média
| Média | Média    | Episódios exibidos | Rating | Share | Ref.  |
| ----- | -------- | ------------------ | ------ | ----- | ----- |
| 2018  | Março    | 24                 | 11,4%  | 26,4% | [ 2 ] |
| 2018  | Abril    | 23                 | 11,2%  | 23,6% | ...   |
| 2018  | Maio     | 28                 | 10,7%  | 25,2% | [ 3 ] |
| 2018  | Junho    | 29                 | 10,5%  | 25,5% | [ 4 ] |
| 2018  | Julho    | 26                 | 10,5%  | 25,4% | [ 5 ] |
| 2018  | Agosto   | 27                 | 10,2%  | 24,2% | ...   |
| 2018  | Setembro | 20                 | 10,2%  | 24,0% | ...   |
| Total | Total    | 177                | 10,7%  | 24,9% |       |